# La Molina
La Molina is een skidorp in de Spaanse gemeente Alp in de Catalaanse Pyreneeën.

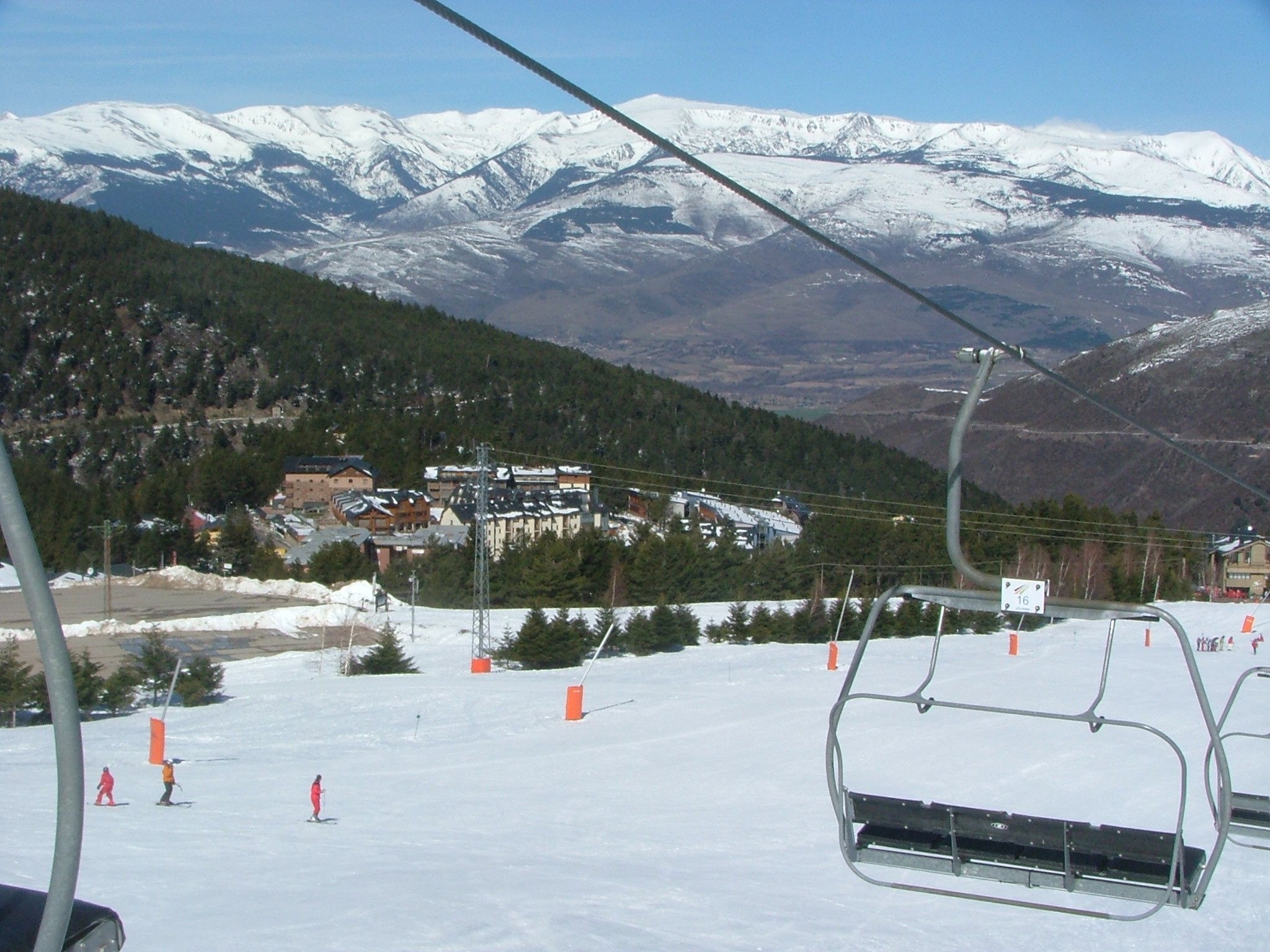
La Molina

Het heeft een skigebied met 50 kilometer pistes, waarvan 25 blauw, 18 rood en 7 zwart. Het gebied heeft 16 skiliften en ligt tussen de 1700 en 2445 meter hoogte. 

## Evenementen
In januari 2011 vonden er de Wereldkampioenschappen snowboarden plaats.

## Skigebied
| La Molina                      | La Molina          |
| ------------------------------ | ------------------ |
| Land                           | Spanje             |
| Provincie                      | Catalonië          |
| hoogte                         | 1700m - 2445m      |
| aantal pisten blauw rood zwart | 50km 25km 18km 7km |
| aantal liften                  | 16                 |
| Kabelbanen                     | 1                  |
| Stoeltjesliften                | 11                 |
| Sleepliften                    | 4                  |
| Webadres                       |                    |